# Noccaea cochleariforme
Noccaea cochleariforme är en korsblommig växtart som först beskrevs av Dc., och fick sitt nu gällande namn av A. Löve och Doris Benta Maria Löve. Noccaea cochleariforme ingår i släktet backskärvfrön, och familjen korsblommiga växter. Inga underarter finns listade i Catalogue of Life.